# モルモット
モルモット（英: guinea pig、蘭: cavia、学名: Cavia porcellus）は、テンジクネズミ属に属する齧歯類の1種である。南米に生息するテンジクネズミ科の野生種が古代インディオのもとで食肉用に家畜化された種である。現在では、主に医学・生物学分野の実験動物として広く利用されている。また、温和で比較的飼いやすいため、愛玩用としても養殖されている。

## 名称
日本語の「モルモット」は、マーモットを意味するオランダ語「マルモット (marmotje)」に由来する。1843年最初に長崎に本種を持ち込んだオランダ商人がマーモットと勘違いしたことから生じた呼称である。オランダ語では普通 cavia というが、日本ではオランダ商人の誤謬が広まった。英語の「marmot（マーモット）」は、同じ齧歯類であるものの近縁ではなく、リス科マーモット属に属する動物の総称である。
和名ではテンジクネズミ（天竺鼠）として知られるが、テンジクネズミは同属の齧歯類の総称としても用いられる。また、「モルモット」には「豚鼠」という漢字表記が見られる。

### 名称の由来
英語では西アフリカの国ギニアのブタという意味で「ギニーピッグ」（Guinea pig）と呼ばれている。ギニアにテンジクネズミ属の動物は分布しないが、ギニアという言葉の由来にも諸説がある。イギリスに初めてこの動物が持ち込まれたときにその持ち込んだ船がアフリカ経由の船であり、当時のヨーロッパ人にとってギニアとは漠然とアフリカ、転じて遠方の地を表す言葉であったためにこの名が付けられた、と説かれたり、またテンジクネズミの原産地である南米のギアナ（“Guyana”）の転訛としてこの「ギニー（ギニア）」の由来が説明されたり、さらには発見者がギアナとギニアを間違えてしまいギアナ・ピッグとすべきところギニア・ピッグと名付けてしまった、とする説もある。
一方、フランス語の名称「コション・ダンド」（cochon d'Inde）、イタリア語の「ポルチェッリーノ・ディンディア（porcellino d’India）」やポルトガル語「ポルキーニョ・ダ・インディア」（porquinho da Índia）などは共に「インドの小ブタ」を意味する。本種は、インドに産するわけでもないが、こちらはアメリカ大陸、特に中南米の各地域が長らく「インド」の名を使って呼ばれていたという経緯によるものである。
和名の「天竺鼠」も基本的にはこの名指し方に由来するものだが、命名した博物学者田中芳男によれば、オランダ語名を訳して名付けたということである。日本では戦前まで医学関係者の一部によってドイツ語の名称の直訳である海猽（かいめい、かいべい、猽は子豚の意）と呼ばれていたこともある。だが戦後はわずかな論文の中に見られる程度となり、現在は死語となっている。日本でのモルモットという言葉の由来は、1843年にオランダ人が長崎にモルモットを伝えたとき、この動物を「マルモット」 (Marmot) と呼んでおり、これを音写したモルモットという呼び方が定着したようである。
学名の種小名 porcellus も「小ブタ」を意味するが、この「ブタ」の由来は不詳である。割合的に大きい頭部や尻尾がなく丸い尻の造形がブタのようだからという説、テンジクネズミの肉の味が豚肉に似ているためという説、ドイツ語の名「メーアシュヴァインヒェン」（Meerschweinchen）は「海の小さなブタ」を意味するが、新大陸を経由する航海中に新鮮な肉を食べられるようにモルモットが船に積み込まれていたことに由来するという説、といった風に様々な説が語られている。
スペイン語圏ではケチュア語の quwi に由来するクイ（cuy）や各種の別形（cuyi, cuyo, cuye, cuilo, cuis, acure, curí, curío, cury...）、またトゥピ語の sabúia に由来するコバヤ（コバジャ、cobaya）といった現地語系の名が一般化しているが、他のラテン諸国同様に「コネヒージョ・デ・インディアス（conejillo de indias）「チャンチート・デ・インディアス（chanchito de Indias）」といった「インドの子ブタ」を表わす俗称も存在する。
英語圏では属名から「ケィビィ」 (Cavy) とも呼ばれている。

## 形態
頭長が大きく無尾。前足に4本、後ろ足に3本の指を持つ。雌雄とも乳房は1対である。体長は約20-40 cm、体重は0.8-1.5 kg。染色体数：2n＝64本。胎生期から乳歯を持つが切歯は出生前には吸収されてしまう。永久歯の歯式は切歯2（1／1　0／0　1／1　3／3）の20本。40日齢までに永久歯に生え変わり歯根は開放式で一生延びる。換毛は年2回。
盲腸の発達が顕著で、腸の半分近くを占め、繊維質は盲腸内細菌、原生動物によって消化を行う。L-グロノラクトンオキシダーゼを持っておらず、ビタミンCを外部からの補給に頼っている。
寿命はおよそ5-7年といわれている。
排卵後黄体が形成される完全性周期性の動物であり、16日-19日という性周期中の発情期にだけ膣が開口しその他では膣閉塞膜により膣口は閉じる。しかし、膣口の閉鎖はモグラにみられるような完全なものではない。

## 生態
原産地は南米（ペルー南部、ボリビア南部、アルゼンチン北部、チリ北部）。古代インディオのもとで野生種が家畜化された種である。元々アンデスのような乾いた高地の穴の中で生息しており、高温多湿に弱い。野生では夜行性で集団行動を基本としていた動物でオスには階級性がみられる。

## 飼育

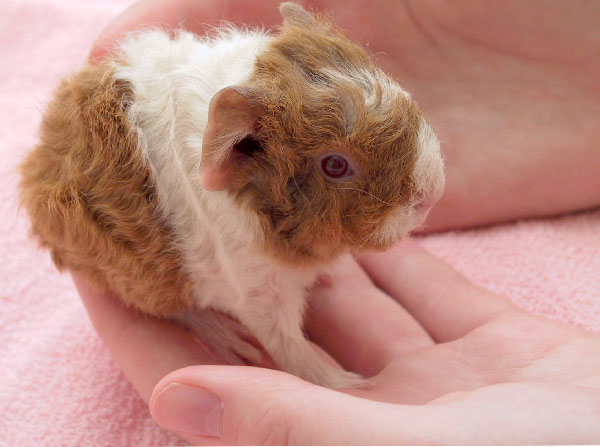
生後8時間の幼獣

ケージの広さは一頭につき一畳あれば理想的だが、定時的に散歩させればその半分でも飼育は可能。設置場所は静かで直射日光の当たらない明るい日陰が良い。風通しが良く、乾燥した所を選ぶ。体臭は強くないが、ケージの掃除は毎日必須。　
モルモットが健康を維持できる気温は17℃から24℃とされている。限界温度は10℃から30℃といわれている。
日本であれば夏場の温度管理が重要で、ケージ床面が32℃を超えると生命に危険が及ぶといわれている。そのため空調管理を行うか、ケージごと電気式の冷却板に載せておく必要がある。夏場の体温調節は主に排尿に頼っていることを知っておかないといけない。
また、生まれつき高いところが苦手で、他の齧歯類ならば落下しても問題ない高さであっても、落ちると骨折することがある。
ポップコーンジャンプと呼ばれるモルモット独特の跳躍をする。ただ通常は30 cm程度の壁があれば跳び越えることはできない。
人によく慣れるという記載が多くのサイトや書籍で見られるが、実際には個体差が大きく、慣れない個体は、毎日エサを与えている飼い主であっても、ケージに手を入れただけで逃げ回る習性が中々抜けない。犬や猫のように躾けをすることが一般の飼い主ではほぼ不可能に近く、懐くモルモットを求める場合には、初めてケージに手を入れた時点で、逃げない個体やなでられることを嫌がらない個体を選ばないと、飼い主に想像以上のストレスを与えることがある。
寂しがりやなため、スイスでは2008年9月に施行された動物保護条例により、モルモットを含む社会性のある動物については「最低2匹で構成されるグループで飼育しなければならない｣と定められており、もしも複数飼いから先立たれ1匹になってしまった場合にも、モルモットのマッチング代理業者により年齢に合わせたモルモットの仲間をレンタルできるようになっている。一方で、複数で飼い始めてしまうと、たとえ2匹であってもそこでモルモットの社会を作ってしまい、飼い主の入る余地がなくなり、その後で懐かせることが非常に困難になる。鳴き声を交わすことで不安を軽減し、コミュニケーションを取ろうとする性質があることに起因すると考えられるが、懐かせることを考えるならば、一匹飼いから始める方が確実である。一匹飼いをしても、現実には生命に関わるようなストレスを感じる個体は少ない。

### 性格
性格は温和で好奇心も旺盛、ただし用心深く、聞き慣れない物音に敏感で、警戒中はケージの隅に集まることがある。急激な環境変化が生じると食餌や飲水を行わなくなることもある。また、ストレスによって消化不良を起こしやすい。

### 食餌
モルモットは草食動物なので、基本的に主食は牧草で、飼育する場合はいつでも牧草を食べることができるようにする必要がある。その他、野草や野菜、果物なども食べる。
胃は単胃。腸は十二指腸、空腸、回腸を明瞭に区別できない。繊維質の消化には盲腸及び結腸内の腸内細菌叢が不可欠でウサギと同様に食糞する習性も持つ。また、体内でビタミンCを合成することができない（後述）ため、飼養する場合にはこの点も考慮し、タンポポ、新鮮な野菜や果物を十分与える必要がある。それでも補えきれない場合は、サプリなどを使う。
飼育する場合は、専用のペレットが販売されているので、牧草、野菜類と併用して利用するのがよい。与えてはいけない物は、ニラやネギ類、ニンニク、タマネギ類。
ヒマワリの種、トウモロコシは良く食べるが、たんぱく質や炭水化物、脂肪過多によって消化不良を引き起こす。
絶食には弱く、空腹になると腸内細菌が減少し、体調を崩してしまう。また、体温調節のために多くの水を必要とするので、水は欠かせない（但し、水の多飲は下痢につながるので、高温にならないようにする方がよい）。

### 繁殖
他の齧歯類と比較して繁殖率が高いとはいえず、また、一回の出産で産む個体数も1匹から3匹程度が多い上に、妊娠期間も60-75日間もあり、このような性質から、実験動物としては一部の分野を除いてほとんど使われなくなった。メスの発情期間は24時間前後しかなく、それ以外の期間はオスを全く受け入れない。発情の周期も15日前後とばらつきがあるため、相性の良いペアであって、一定期間同じケージで飼い続けることができれば、交尾から出産に至る可能性ははるかに高くなる。また、メスは生後60日程度から交尾可能となるが、幼い段階での妊娠は、出産時の母親に大きな負担となり、危険を伴うため、メスの体重が500 g程度になった時を目安にすると良いといわれている。しかし一方で、六か月令頃からメスの骨盤が固まり始め、この時期以後の出産では母体に危険が及びやすく、出産を望むならば、この月齢より若いメスを交配に用いることが望ましい。

## 人間とのかかわり
1530年代にスペイン人が南米に到達したときには、すでにインカ帝国で食肉用として家畜化されていた。ヨーロッパでは1600年代にドイツ兵によって普及した。モルモットが最初に実験動物とされたのは1780年のアントワーヌ・ラヴォアジエによる発熱実験においてで、以後はペットとしても普及した。日本へは江戸時代にオランダからもたらされた。

### 起源
パンパステンジクネズミ C. aperea 、アマゾンテンジクネズミ C. fulgida 、ペルーテンジクネズミ C. tschudii などと近縁の野生種から紀元前5000年頃アンデス地方で食肉用に家畜化されたと考えられてきたが、ミトコンドリアDNAのシトクロムb領域の比較から、ペルーテンジクネズミが起源となっていることが確実視されるようになった。

### 食用として

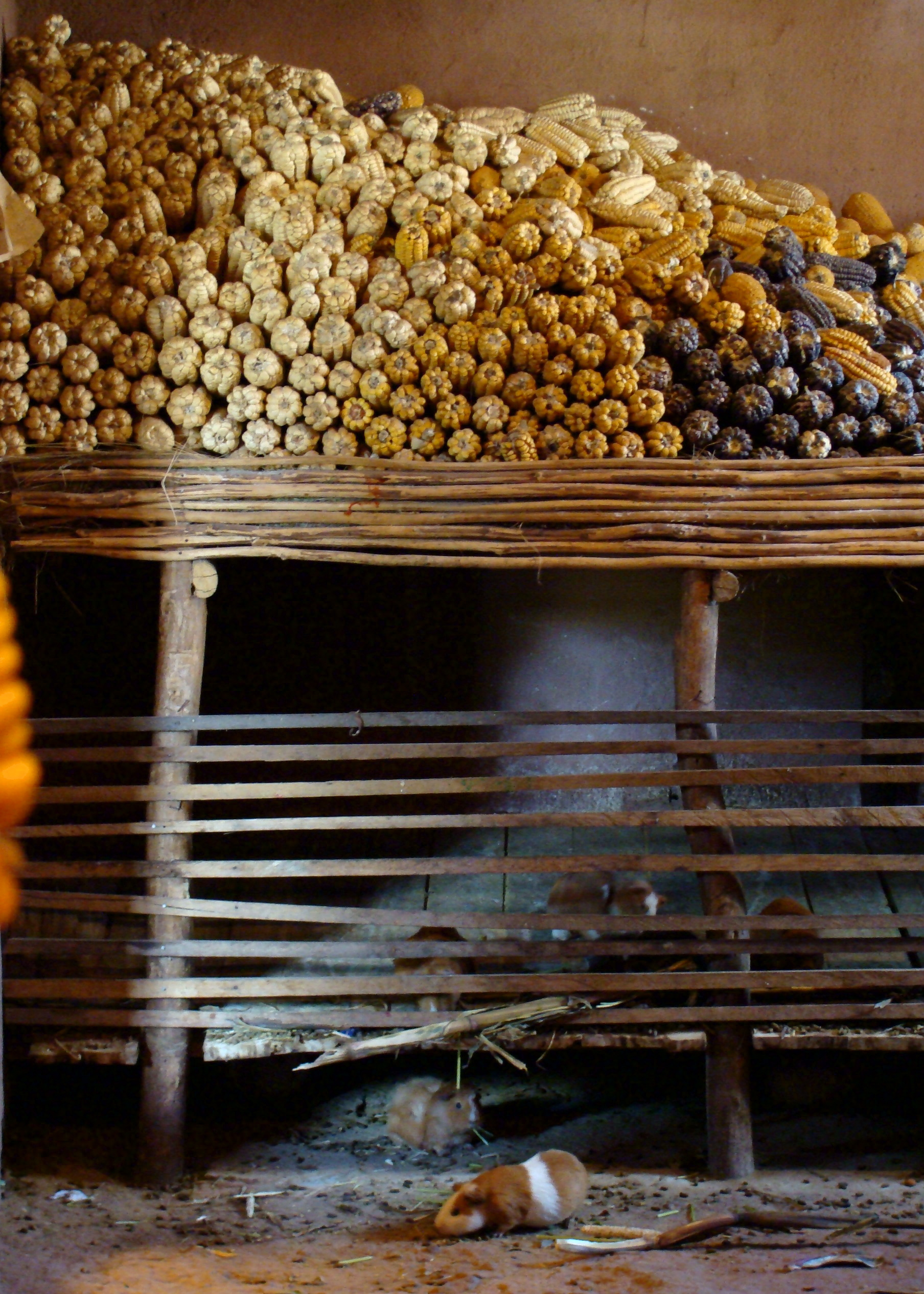
伝統的な飼育法、ペルー

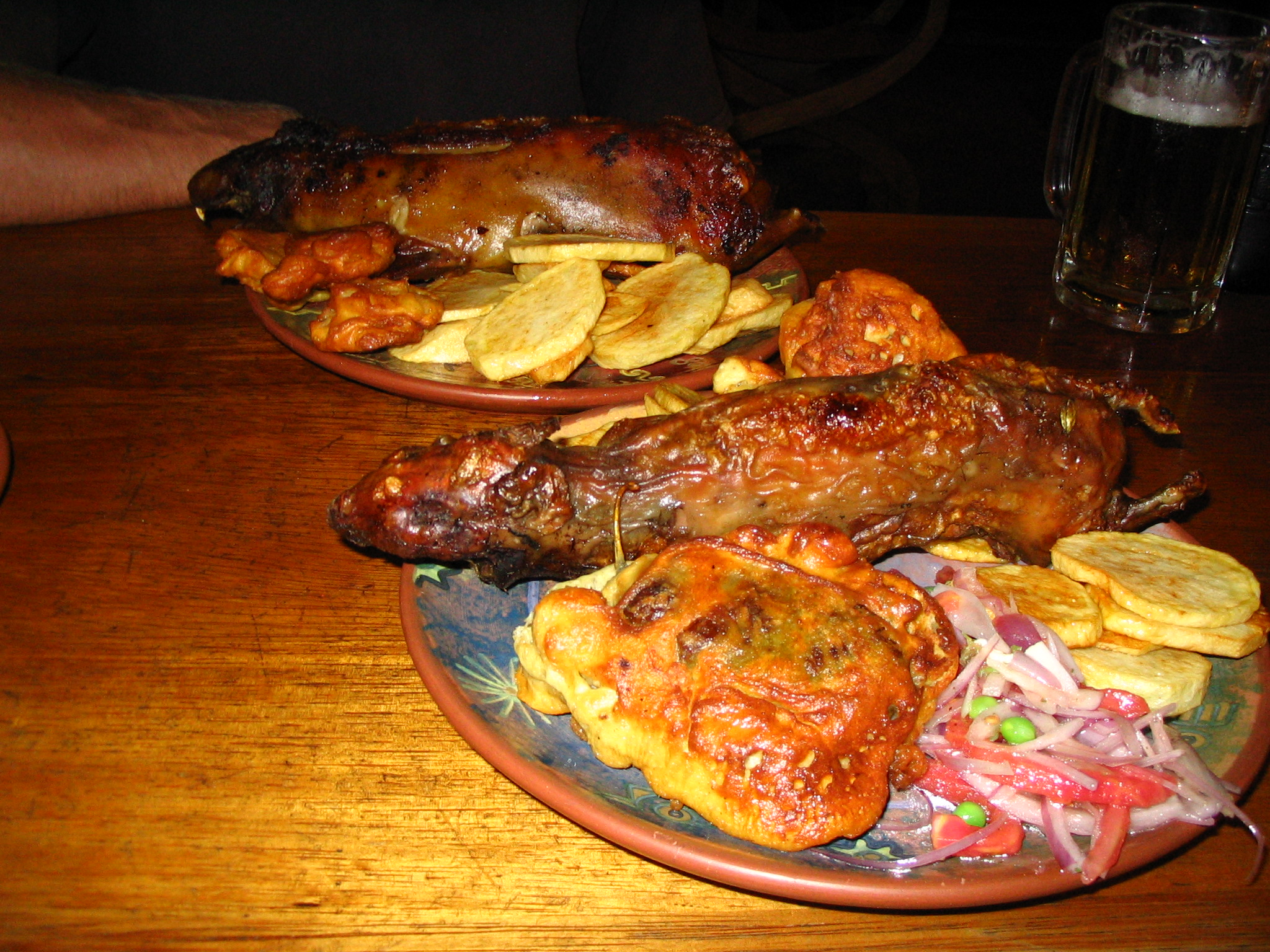
モルモットの丸焼き、ペルー

ウシやブタに比べて場所をとらず、都会の住宅でも飼育が容易で、繁殖力が強く成長が速いモルモットは、南アメリカのアンデス地方ではクイ（cuy）、クイェ（cuye）またはクリ（curí）と呼ばれ、現在でも食肉用として、野菜くずなどを与えて台所の周りなどで飼育されている。味はウサギや鶏のもも肉に似ているといわれる。かつてはアンデス高地の先住民によって祝い事の際のみに供されるご馳走だったが、1960年代から日常的にも食べられるようになった。ペルーでは、年間6500万匹のモルモットが消費される。
調理法は主に揚げ物、焼き物、ローストなどで、都会のレストランではキャセロールやフリカセにもする。エクアドルではロクロ・デ・クイ（locro de cuy）というスープにする。野菜と一緒に地中に埋めて焼き石を使って蒸し焼きにする（パチャマンカ）こともある。

### 実験動物として

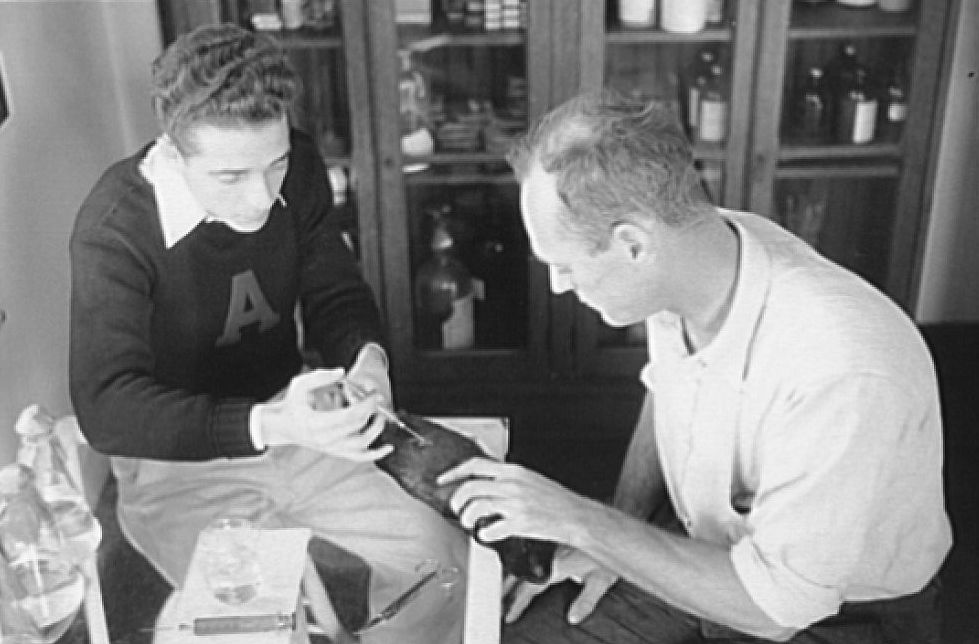
モルモットの接種

かつてモルモットは病理学の実験動物としてよく用いられており、ジフテリアの病原体はモルモットを用いた研究によって解明された。また病理学以外の分野でも使われることがあり、例えば日本海軍の戦艦・武蔵が、爆風の影響を調べるために、モルモットの入った篭を甲板上に置いて主砲射撃実験を行ったという逸話もある。
その後、実験動物の主役はマウスやラットなど、より小型の齧歯類に取って代わられたものの、その生理学的な特性によってアレルギーに関する実験などには欠くことのできない動物種として存在している。モルモットが特に実験動物として優れている点として、ヒトと同様にL-グロノラクトンオキシダーゼと呼ばれるブドウ糖をビタミンCに変換する酵素を持っていないため、ビタミンCを体内で生成できないこと、薬物に対する感度が高いことが挙げられる。
また、中世以前のヨーロッパに於いて、パプリカやピーマンの品種改良を目的とした実験にも用いられた。これは、当時有毒植物であった同植物の食用化を進めるためであった。
なお、現在のパプリカやピーマンは、食用化されたものが一般化しているため、飼育用の餌として与えることは一切問題無い。
以上の理由から、肉体的・心理的に試される（実験される）人間を表す比喩として、「モルモット（にする／される）」という表現が使われる。

## 品種一覧
野生の他種のテンジクネズミの体色は褐色または灰色だが、モルモットには白、黒、黄褐色、縞や斑点など、様々な体色のものがいる。1200年頃からインカ帝国の征服までに様々な系統が作り出され、今日の品種群の元となった。
- イングリッシュ（直毛短毛種・最も一般的な品種）
- アビシニアン（中毛種・全身にロゼットと呼ばれるつむじを持つ）
- シェルティ（直毛長毛種・頭部と脇が長くなる）
- ペルビアン（直毛長毛種・頭部と背の毛が長くなる）
- テディ（ティディとも。縮れ毛の短毛種）
- レックス（縮れ毛の短毛種だが、テディとは違う遺伝子で生じる）
- テッセル（縮れ毛長毛種）
- クレステッド（クレスト、梵天とも。頭部につむじを持つ短毛種）
- スキニーギニアピッグ（スキニーとも。無毛か、頭部や手足に少量の縮れ毛を持つ）

なお、日本に流通しているモルモットの多くはミックス（俗にいう「雑種」）で、ペットショップ等でも単にその個体にもっとも形質の近い品種名が割り当てられる場合が多い。

モルモット品種
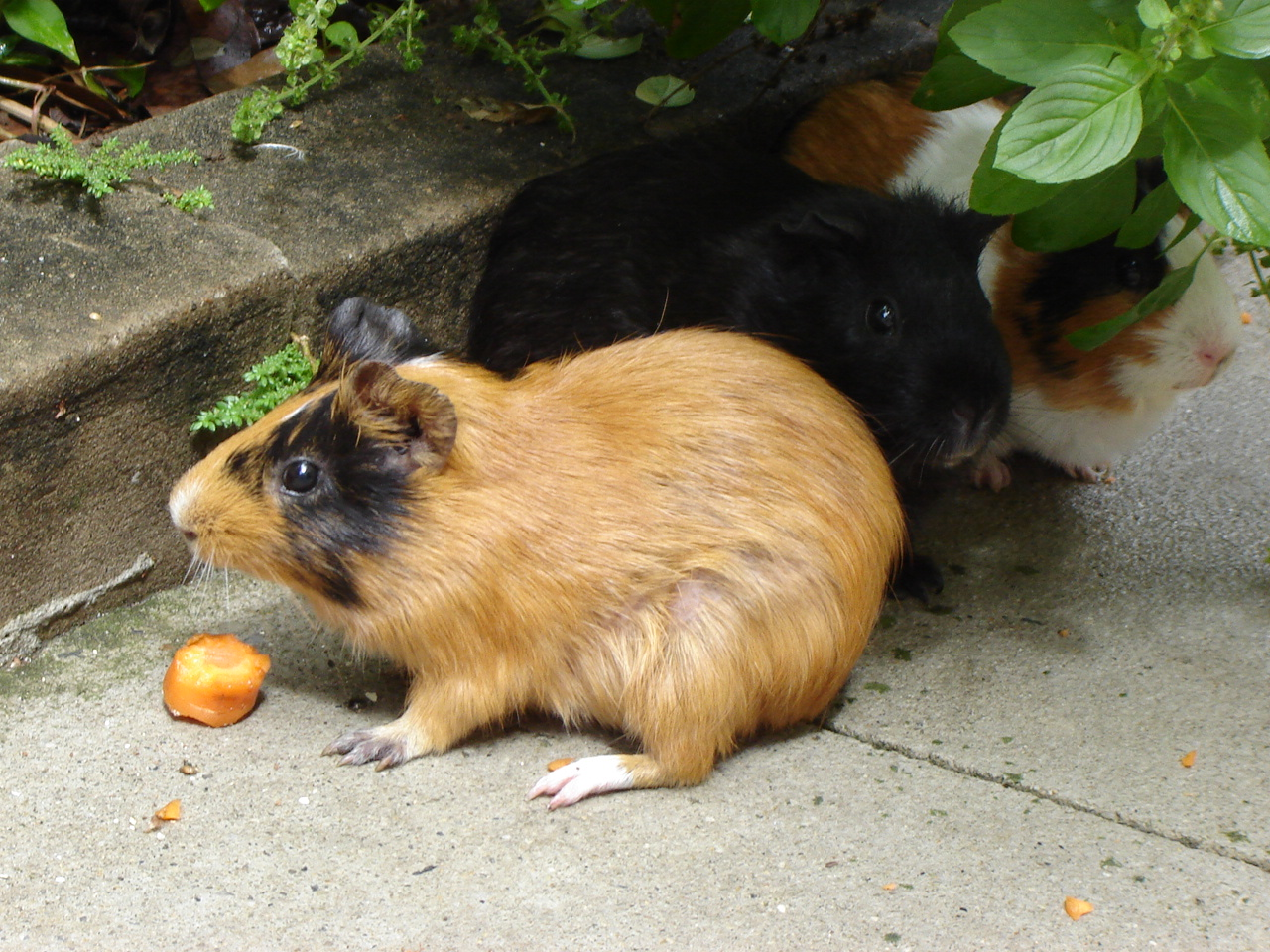
イングリッシュ
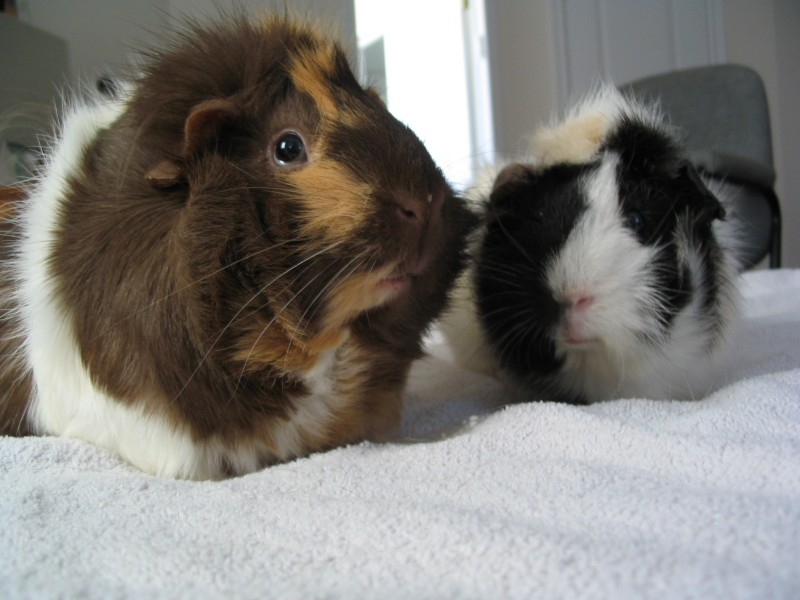
アビシニアン
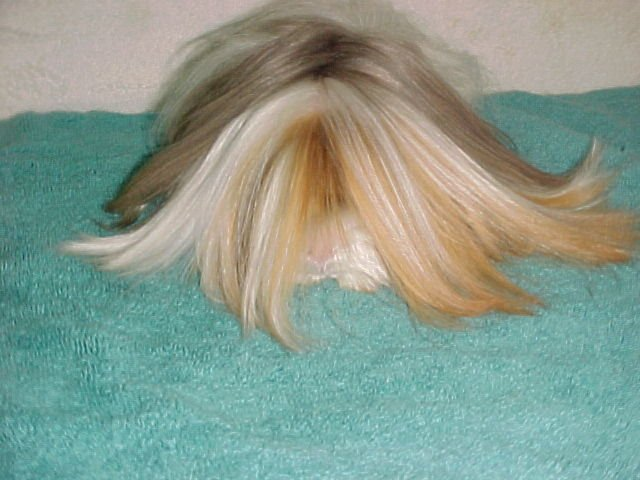
ペルビアン
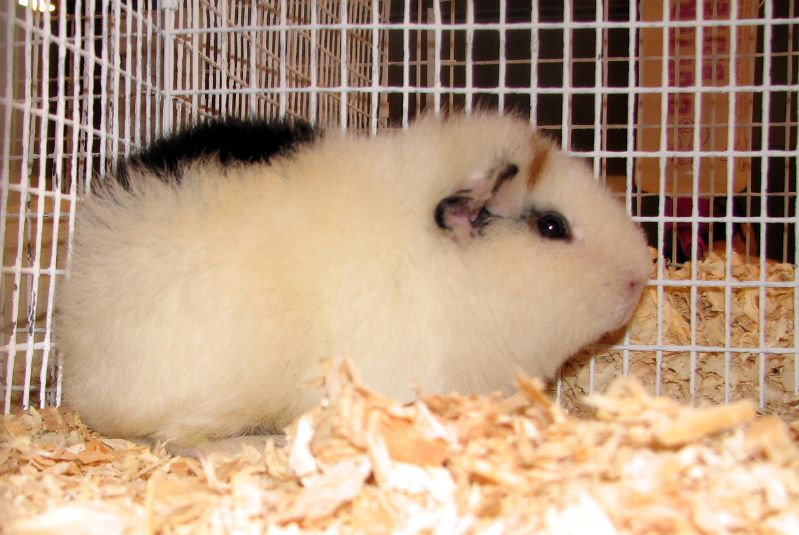
テディ
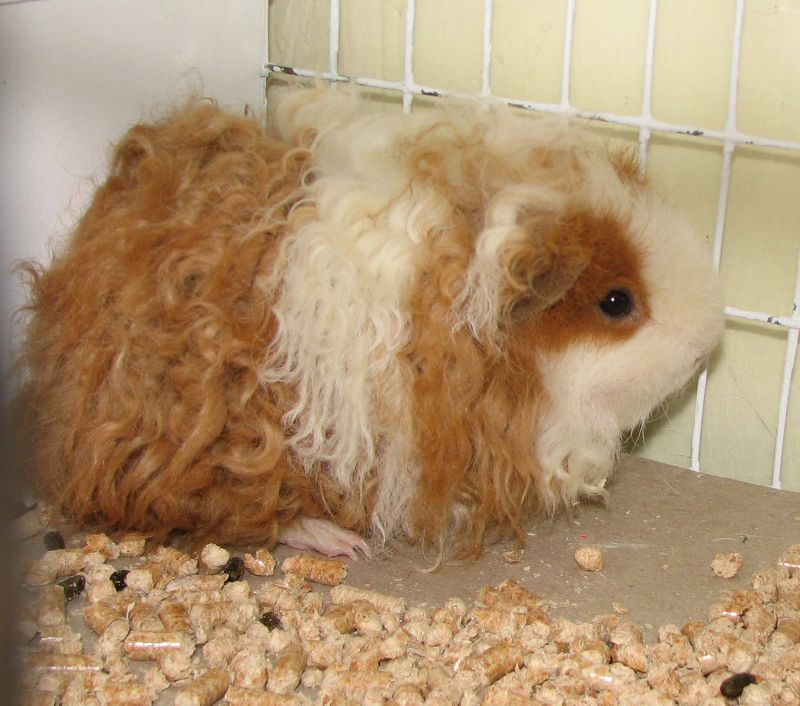
テッセル
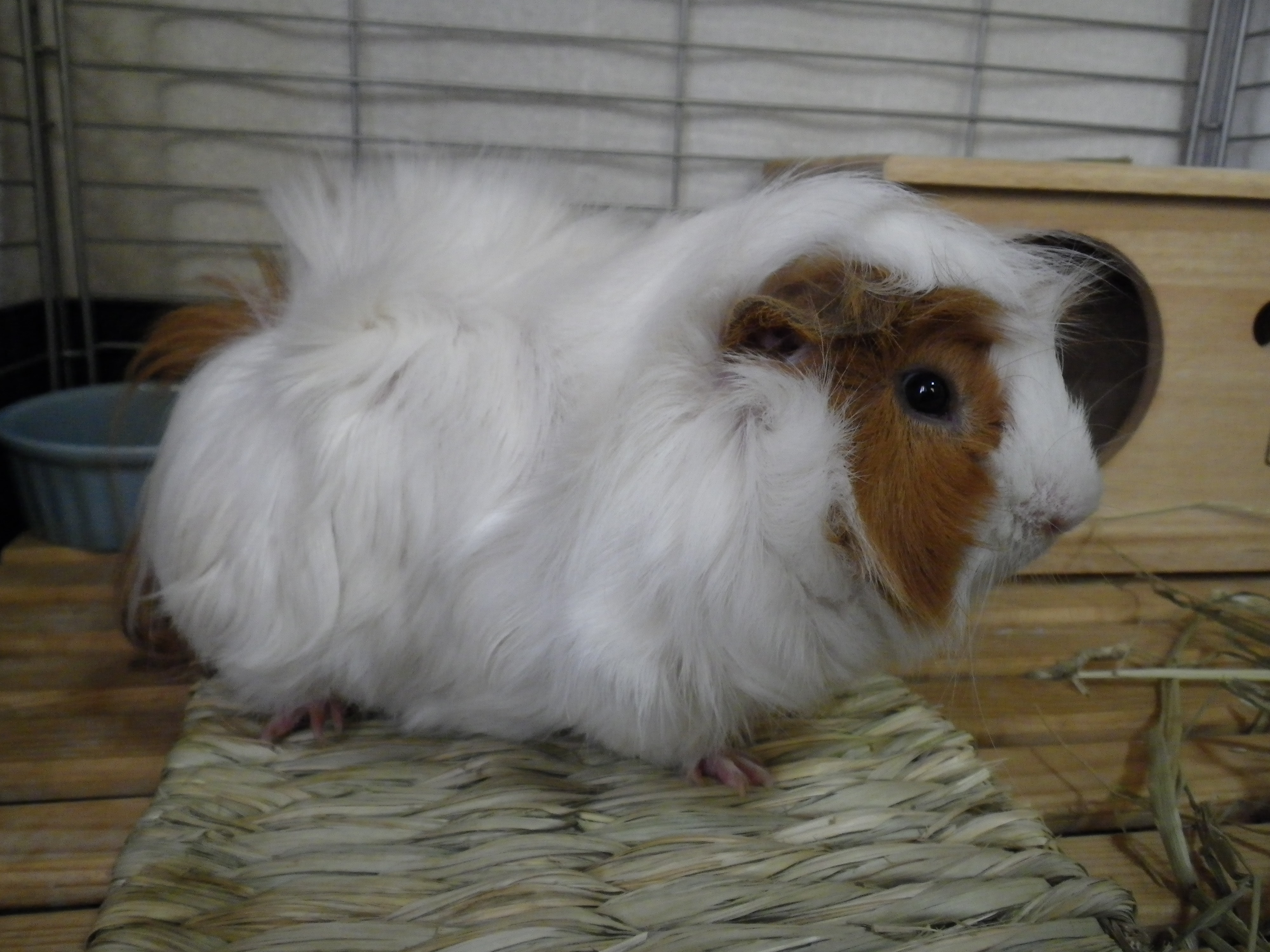
ミックス（巻き毛系）